# IronKap
Ironkap, vlastním jménem Jakub Studený (* 6. února 1987 Praha) je český rapper a učitel. Dříve působil v uskupení Neplatná Identita. Od roku 2012 je členem hudební skupiny Troublegang.

## Hudební kariéra
S rapem začínal již odmala. V roce 2005 se podílel na albu Neorap, které vyšlo v uskupení Neplatná Identia. Poté byl členem labelu Blakkwood, pod kterým vydával svoji práci, v roce 2014 vyšel videoklip k singlu „Monstrum“, na kterém spolupracovali všichni tehdejší členové labelu. Od roku 2012 je součástí dnes již hudební skupiny Troublegang (označované též Marpo & Troublegang). Od spolupráce s Marpem ho lidé odrazovali.
Od roku 2019 spolupracuje se skupinou The Low-Dead, jejímž členem je například zpěvák Travis O'Neill
Od začátku svojí rapové kariéry vzhlížel k americkému uskupení Wu-Tang Clan a jeho vzorem je jeho člen RZA.
Na podzim roku 2016 po vyprodaném koncertě Troublegangu, společně s WHNT ve vyprodaném SaSaZu křtil svoji desku Neony. Na podzim 2017 měl k této desce menší tour po České republice. V říjnu 2019 vyšla deska Nemesis 2, se kterou měl koncert v Plzni a Praze. V roce 2020 měl pouze jeden koncert a to křest alba B.A.M.N. 25. září v pražském klubu Tresor.
| Rok vydání | Název                |
| ---------- | -------------------- |
| 2009       | Ironkap Mixtape      |
| 2010       | Nemesis              |
| 2011       | The Almighty Ironkap |
| 2012       | Nine Nine One        |
| 2014       | Homecoming           |
| 2016       | Neony                |
| 2019       | Nemesis 2            |
| 2020       | B.A.M.N.             |
| 2021       | Neony II             |
| 2022       | The Low-Dead         |

## Troublegang
Od roku 2012 je členem hudební skupiny Troublegang. Tato skupina vznikla v roce 2012 podle vydané písničky Troublegang, která byla součástí EP 352 vydaného duem Marpo a MCWHNT. Původně byl Troublegang převážně rapovým uskupením, bez využití hudebních nástrojů. Od roku 2016 lze hovořit jako o hudební skupině, kdy se připojily bicí a elektrické kytary. Kapela rozšiřuje své hudební zaměření a můžeme zde slyšet prvky rocku, popu, či nu metalu.

#### Úspěchy s Troublegangem
Od roku 2014 zažíval Troublegang velké úspěchy na české hudební scéně a Ironkap byl u toho. Vyprodali velké množství koncertů a v roce 2017 byli headlinery Pražského, Brněnského a Hradeckého Majálesu.
- 2014 – Vyprodané SaSaZu[6]
- 2015 – Vyprodaný Lucerna Music Bar
- 2016 – Vyprodaná Malá sportovní hala v Praze[7], vyprodané Forum Karlín[8]
- 2018 – Vyprodaná O2 arena[9]

## Významné hudební spolupráce

#### Shinobi
V prosinci 2017 chystal hudební producent MadSkill nový projekt. Součástí projektu se stala píseň s klipem Shinobi v něm vedle sebe představila zajímavá jména jako Separ, Sensey Syfu, Ironkap a znovuzrozený Čis T. Z plánovaného projektu nakonec sešlo, neboť na MadSkilla se navalila vlna kritika, za okopírování a ukradení hudební produkce. Píseň nakonec byla součástí Ironkapova alba Nemesis 2.

#### Chápeš
Hudební producent DJ Mike Trafik dal v létě 2017 dohromady trojici Kali, Vladimír 518 a Ironkap a společně připravili píseň „Chápeš“. Píseň se objevila na Ironkapově albu Nemesis 2 a právě DJ Mike Trafik dal podnět k tomu, aby se deska nahrála.

#### Why You Lookin At Me?
Začátkem roku 2018 si Ironkap splnil svůj dlouholetý sen. Nahrál společnou píseň se svým vzorem, kterým je RZA. Spolupráci domluvil Ironkapův přítel DJ Skane, který byl i producentem. Ironkap se tak stal zatím jediným Čechem, který má spolupráci s členem skupiny Wu-Tang Clan. Zajímavostí je, že RZA za tuto spolupráci nechtěl nijak zaplatit. Píseň se opět objevila na albu Nemesis 2.

#### Cizí fotky
V létě 2020 opět spolupracoval s Kalim a nahráli spolu ne úplně veselou píseň. Ironkap si vzal na starost sloky a Kali se postaral o refrén. Co se týká čísel, jedná se o nejúspěšnější Ironkapovu píseň. S písní se můžeme setkat na albu B.A.M.N.

#### Bathory
Píseň nahrál se svým dlouholetým přítelem Majkem Spiritem. Tento single spojuje dvě velké crew, které se v minulosti příliš nemusely. Zároveň upozorňuje na silnou glorifikaci užívání drog, která se rozšířila v posledních letech. Původně byl zamýšlen videoklip, který však z důvodu pandemie nebylo možné natočit, z toho důvodu vzniklo lyric video, které vytvořil Martin Blažek. Píseň vyšla v rámci alba B.A.M.N. (září 2020) a následně během podzimu vyšlo zmíněné lyric video.

## Osobní život
V roce 2010 dokončil bakalářské studium na VŠE v Praze. Pokračoval ve studiu a roku 2012 dokončil studium inženýrské.
Mezi lety 2012 a 2013 žil v Kanadě, kam vyrazil za prací a za zkušenostmi. V tomto období píše na internet svůj blog Way of the Superhero. Při psaní desky Homecoming čerpal témata právě z tohoto období.
V současné době je učitelem angličtiny na střední škole.
Byl součástí boxerské reality show I am fighter, která vyvrcholila jeho zápasem, jeho soupeřem byl Ondřej Maruška. I přes konečnou porážku je vděčný za tuto zkušenost a jak sám řekl, cítil se jako vítěz. „Pravda je, že jsem si některé věci dost idealizoval. Zjistil jsem velice záhy, že mé nedostatky nejsou na 0, ale třeba na minus 10. Nicméně jsem měl skvělé lidi kolem sebe, kteří mi věřili a dokázali ze mě dostat maximum. Hodně bylo řečeno v denících, které pravidelně vycházely na YouTube. Od začátku jsem tvrdil, že zápas je pouze poslední krok a včera jsem si to maximálně užil. Nebudu tady řešit, že mi nezvedli ruku, že měla být remíza atd., protože to absolutně není podstatné. Těch názorů jsem slyšel hodně. V životě jsem se po prohře necejtil víc sám pro sebe jako vítěz.“
Je velikým fanouškem vesmírné ságy Star Wars a jeho vzorem je mistr Yoda, kterého má i vytetovaného na svém těle.